# Villa Sforza ai Quattro Cantoni
Villa Sforza ai Quattro Cantoni è un edificio storico sito a Roma, nel rione Monti, sottoposta a vincolo dalla Soprintendenza Speciale di Roma.

## Storia
I lavori per la sua costruzione furono avviati nel 1620 da Monsignor Fedini, che morì nel 1629, ma furono poi ripresi e terminati nel 1634 da Paolo Sforza, marchese di Proceno, membro della nobile famiglia di origine toscana imparentata con i Borbone di re Luigi XIII alla cui corte aveva soggiornato che volle farne la sua villa suburbana.
Dal 1734 l'edificio ospitò il Monastero di San Filippo Neri a Monti. Con l'Unità d'Italia del 1861 il monastero fu soppresso e l'edificio fu destinato ad uffici pubblici. Oggi è sede della Direzione Territoriale per il Lazio e l'Abruzzo dell'Agenzia delle Dogane e dei Monopoli.

## Descrizione
L'edificio, che toponomasticamente appartiene al rione Monti ed è situato al civico 50 della via dei Quattro Cantoni, per la sua posizione arretrata rispetto all'asse stradale, è preannunciato da un maestoso portale fra due volute, con i pilastri sormontati da due "vasi fiammeggianti", emblema dell'Ordine Filippino: infatti questo edificio ospitò le suore Oblate Filippine, come indica la scritta "MONASTERIUM SANCTI PHILIPPI NERII" posta sopra il portale di accesso.
Il corpo centrale dell'ex monastero si sviluppa su tre piani, ognuno con finestre riccamente incorniciate e decorate con protomi leonine e mele cotogne, che compongono lo stemma degli Sforza, sormontati al centro da una loggia belvedere e una doppia scala con balaustra immette al portone centrale con sovrastante timpano spezzato ed iscrizione, come sopra menzionata, di "MONASTERIUM SANCTI PHILIPPI NERII". 
Nel suo interno, al piano "Nobile", oltre a pavimenti originali in tessere esagonali di cotto policromo con rappresentazioni a “proiezione” della forma degli affreschi, è presente il ciclo pittorico liberamente ispirato al poema "L'Adone" di Giovan Battista Marino (1623) autore che Paolo Sforza aveva avuto modo di conoscere alla corte di re Luigi XIII, ma che era ben noto anche ad altri membri della sua famiglia, a cominciare dalla madre Eleonora Orsini, cugina della regina di Francia Maria de' Medici. Il poema fu iscritto nel 1627 all'Indice dei libri proibiti da Papa Urbano VIII che da un lato auspicava una poesia sacra dalla forma più classica e dai contenuti più impegnativi, e dall'altro vedeva nel poeta napoletano un concorrente alle sue ambizioni letterarie.
L'interno di Villa Sforza ai Quattro Cantoni presenta un pregevole ma poco noto ciclo pittorico, ascrivibile alla pittura classicistica del Seicento romano, che illustra alcuni episodi del censurato poema di Giovan Battista Marino. Infatti, le stanze di Villa Sforza ai Quattro Cantoni ospitano, fra gli altri, gli affreschi "La reggia di Apollo" (dal Canto I, ottave 23-36) "La barca della fortuna" (dal Canto I, ottave 47-59) "L'incontro fra Venere e Adone" (dal Canto III, ottave 64-109) "Il giardino del piacere" (Canto VI) insieme al felice epilogo della "Storia di Amore e Psiche" (canto IV, ottave 289-290), "Momo al banchetto di Venere e Adone" (Canto VII, ottave 160-229) "Il pianto per la morte di Adone" (Canto XIX, ottave 410-419). In alcuni di questi affreschi vieni riportato il leone e la mela cotogna, simboli della famiglia Sforza.
Da quanto sappiamo dalle fonti, il committente Paolo Sforza si distinse in vita per una certa insofferenza alle regole e per i suoi colpi di testa, quindi, il sensuale e innovativo poema di Marino doveva essergli congeniale. D'altra parte, in virtù del trattenuto erotismo e della scelta di alcune particolari iconografie, si può parlare a ragione di un "Adon moralisé", paragonabile a quello che cercò invano di pubblicare la romana Accademia degli Umoristi per salvare il poema.
L'intervento pittorico di Villa Sforza ai Quattro Cantoni è verosimilmente riconducibile ai pittori classicisti lorenesi Claude Lorrain e Charles Mellin con il contributo dei loro collaboratori, sia per motivi stilistici, sia per via dei profondi legami che univano la famiglia Sforza con i duchi di Lorena.

## Conservazione
Nel corso del decennio 2010-2020, a seguito dell'assegnazione da parte dell'Agenzia del Demanio alla Direzione Territoriale per il Lazio e l'Abruzzo dell'Agenzia delle Dogane e dei Monopoli, il complesso è stato oggetto di lavori di restauro conservativo volto sia ad un recupero funzionale dei vari ambienti, sia ad un adeguamento alla vigente normativa in materia di sicurezza, in conformità alla destinazione d'uso per cui l'immobile è preposto, previa acquisizione dei relativi nulla osta autorizzativi da parte degli organi competenti (Sovrintendenza in primis). Implementazione dei servizi igienici, pulitura e messa in sicurezza dei pavimenti in cotto antico del piano nobile, tinteggiatura degli intonaci di tutto il complesso, rifacimento completo dell'impianto elettrico e trasmissione dati, installazione di un impianto di sfollamento sonoro (EVAC), restauro e sostituzione degli infissi esterni esistenti, abbattimento delle barriere architettoniche attraverso l'installazione di un ascensore e di una rampa esterna in metallo di opportuna pendenza, installazione di impianti di condizionatori, adeguamento alle vigenti normative del locale della centrale termica tramite e commutazione del generatore di calore da gasolio a gas naturale: questi sono solo alcuni esempi degli interventi. Inoltre nel corso del 2017, nell'ambito di lavori di manutenzione straordinaria delle coperture e della facciata laterale di via dei Quattro Cantoni, che ha interessato in particolare la progettazione e realizzazione di una nuova struttura di sostegno della parte di copertura collassata a seguito, purtroppo, dei noti eventi sismici che hanno interessato anche la città di Roma, si è ritenuto opportuno ridurre la vulnerabilità sismica riscontrata in fase di analisi strumentale, mentre nel corso del 2020 è stata acquisita l'analisi di vulnerabilità sismica in classe LC1, con simulazione grafico-analitica e con ricostruzione geometrica e grafica dell'intera struttura. Per la realizzazione di tale attività sono stati eseguiti saggi sulle strutture portanti verticali e orizzontali più significative, il cui esito ha rilevato un soddisfacente grado di sicurezza. Ad oggi, l'edificio risulta in uno stato di conservazione soddisfacente.

## Cultura
Il mondo della cultura ha mostrato interesse per Villa Sforza ai quattro Cantoni. Nel corso degli anni l'attenzione di professori universitari e di studiosi per Villa Sforza è stata intensa. Esempio più rilevante ne è “La rivincita di Adone sull'Indice”, opera letteraria del professor Luca Calenne, edita dalla Bardi Edizioni, dedicata al ciclo pittorico presente nella Villa. Il libro è stato presentato nel 2019 alla manifestazione letteraria "Più libri più liberi" a Roma.
Anche il cinema ha omaggiato Villa Sforza ai Quattro Cantoni, ripresa in una scena nella celebre commedia Arrangiatevi di Mauro Bolognini del 1952 con, fra gli altri, attori storici del cinema italiano quali Totò, Peppino De Filippo, Franca Valeri, Adriana Asti e Giuliano Gemma. Nel film, infatti, l'istituto magistrale dove studia Bianca, la figlia di Peppino, e dove il militare la segue, è Villa Sforza ai Quattro Cantoni.